# John Lawrence Toole
Pour les articles homonymes, voir Toole.
John Lawrence Toole, dit « J. L. Toole » (né le 12 mars 1830 à Londres et décédé le 30 juillet 1906 à Brighton) était un acteur comique et metteur en scène anglais. Un théâtre du West-End porte aujourd'hui son nom.
Il fit ses études à la City of London School où il commença à faire du théâtre. Il fit ensuite du théâtre en amateur, jusqu'à ce que son ami Charles Dickens l'encourageât à devenir professionnel. Il fit ses débuts à Dublin en 1852 puis alla à Édimbourg. Il fit alors des tournées en Irlande (île) et Écosse. Il monta sur les planches à Londres en 1854.
Il eut alors une brillante carrière londonienne, principalement dans des rôles comiques.
En 1879, il devint administrateur du Folly Theatre qu'il renomma Toole's Theatre. Il y embaucha et forma la jeune actrice Florence Farr.